# Retro Atari Classics
Retro Atari Classics es una colección de videojuegos de Atari para Nintendo DS desarrollada por el estudio estadounidense Taniko y lanzada en 2005 por Atari. El juego presenta juegos clásicos de Atari, así como versiones remasterizadas de cada una de las selecciones. El desarrollo del juego enfrentó los desafíos de trabajar con el prototipo de hardware de Nintendo DS que entonces cambiaba. El juego recibió críticas mixtas de los críticos.

## Modo de juego
Retro Atari Classics es un juego recopilatorio que incluye 10 juegos de arcade diferentes de la biblioteca de Atari. Los juegos incluidos se listan a continuación.
- Pong
- Breakout
- Asteroids
- Centipede
- Gravitar
- Lunar Lander
- Missile Command
- Sprint
- Tempest
- Warlords

Retro Atari Classics incluye un modo «remix» que incluye imágenes actualizadas de artistas de graffiti para los juegos clásicos. Los juegos han sido modificados de sus originales para admitir ambas pantallas DS e incluyen una pantalla táctil.

## Desarrollo
El desarrollo de Retro Atari Classics comenzó antes de que se lanzara la Nintendo DS. El prototipo de DS con el que trabajó el desarrollador Taniko solo tuvo una pantalla durante seis meses. El desarrollador Omar Cornut, que formó parte del equipo de programación de Taniko para el juego, recordó más tarde: «Un mes antes de que anunciaran el DS, nos dijeron: 'Oh, por cierto, hay una segunda pantalla en el DS. Disfruta rehaciendo tu juego.' El juego era basura, pero era interesante».
Para las versiones remix de los juegos, Atari contrató a varios grafiteros famosos para los diseños, incluido Shepard Fairey, que diseñó OBEY Giant. El título fue anunciado originalmente por Atari en diciembre de 2004. Una vista previa del juego en el mismo mes por Ricardo Torres de GameSpot señaló que los desarrolladores aún estaban modificando las características específicas de DS. Una vista previa de marzo de 2005 de Justin Calvert de GameSpot señaló que el único juego que obligaba a los jugadores a usar la pantalla táctil era Tempest.

## Recepción
Según Metacritic, el juego recibió críticas promedio con un 51/100. Zennith Geisler de CNET llamó a los juegos más antiguos «cuadrados y aburridos» y señaló que las versiones remezcladas «son brillantes, llamativas y baratas». Jeff Gerstmann de GameSpot criticó la reprogramación por la que pasaron los juegos clásicos y señaló que los controles eran inferiores a las versiones originales. Gerstmann también señaló que la obra de arte de las versiones remix «no está muy bien implementada» y dijo que la colección era «el tipo de juego que desagrada a todas las audiencias posibles». Sean Aaron de Nintendo Life comentó que muchas de las versiones de DS de los juegos de arcade originales son «decepcionantes». Tanto Gerstmann como Aaron señalaron que Centipede es especialmente peor en comparación con su contraparte de arcade. Craig Harris de IGN también criticó las decisiones del esquema de control, señalando que el control de la misión era mucho más difícil debido a las limitaciones del esquema de control elegido. Kristian Reed de Eurogamer sintió que la decisión de Atari de exigir que todos los jugadores tuvieran el cartucho para participar en el modo multijugador arruinó cualquier potencial que tuviera para ser divertido. Reed también criticó la obra de arte del remix, diciendo que eran «abominaciones horribles cubiertas de graffiti que intentan darle al paquete una especie de genialidad callejera equivocada».